# Alicia Thompson
Alicia Thompson (8 de abril de 1981) es una ciclista profesional beliceña. En 2016, ganó los Campeonatos Nacionales de Ciclismo en Ruta 2016.

## Resultados
2008
2nd National Road Race Championships
2009
3rd National Road Race Championships
2010
National Road Championships
2nd Road Race
2nd Time Trial
2014
3rd National Time Trial Championships
2015
National Road Championships
1st Time Trial
3rd Road Race
2016
1st National Time Trial Championships
2017
1st National Time Trial Championships